# Coeckelberghs förlag
Coeckelberghs förlag (egentligen René Coeckelberghs Bokförlag AB) var ett svenskt förlag grundat 1972 av René Coeckelberghs (1936–1989). Förlaget var ett allmänförlag, med viss tonvikt på skönlitteratur, i synnerhet översättningar av författare från Östeuropa. Förlaget utgav också en monografiserie för poesi i översättning, Tuppen på berget, och tidskriften Jakobs stege 1977–1983. Förlaget drevs några år efter Coeckelberghs död vidare av två söner, men den sista boken utkom 1991. Förlaget hade en föregångare i Partisanförlaget (egentligen René Coeckelberghs partisanförlag AB) som grundats 1966 och som utgett politisk litteratur.

## Utgivna författare i urval
- Jerzy Andrzejewski
- Giorgio Bassani
- Anne-Marie Berglund
- Tibor Déry
- Marnix Gijsen
- Panait Istrati
- Ivan Klíma
- Pavel Kohout
- Tadeusz Konwicki
- Bernard-Henri Lévy
- Artur Lundkvist
- Gabriela Melinescu
- Henry de Montherlant
- Elisabeth Plessen
- John Cowper Powys
- Victor Serge
- Zaharia Stancu
- Alexander Zinovjev